# Saint-Gérand-Croixanvec
Saint-Gérand-Croixanvec [sɛ̃ ʒeʁɑ̃ kʁwasɑ̃vɛk] est, depuis le 1er janvier 2022, une commune nouvelle française située dans le département du Morbihan en région Bretagne.

## Géographie
La commune nouvelle regroupe les communes de Saint-Gérand et de Croixanvec qui deviennent des communes déléguées, le 1er janvier 2022. Son chef-lieu se situe à Saint-Gérand.

### Hydrographie
Pour un article plus général, voir Réseau hydrographique du Morbihan.
La commune est située dans le bassin Loire-Bretagne. Elle est drainée par le canal de Nantes à Brest, la rigole d'Hilvern, le Saint Niel, le ruisseau du Resto, le ruisseau du Clio et divers autres petits cours d'eau,.
Le canal de Nantes à Brest est un canal, chenal et un estuaire et un cours d'eau naturel navigable sur une grande partie de son cours, d'une longueur de 364 km, prend sa source dans la commune de Nort-sur-Erdre et se jette  dans la Loire à Nantes. 
Le Rigole d'Hilvern, d'une longueur de 62 km, prend sa source dans la commune de Saint-Gonnery et se jette  dans l'Oust à Merléac, après avoir traversé huit communes. 
Le Saint-Niel, d'une longueur de 16 km, prend sa source dans la commune de Kergrist et se jette  dans l'Aff  à Pontivy, après avoir traversé six communes. 

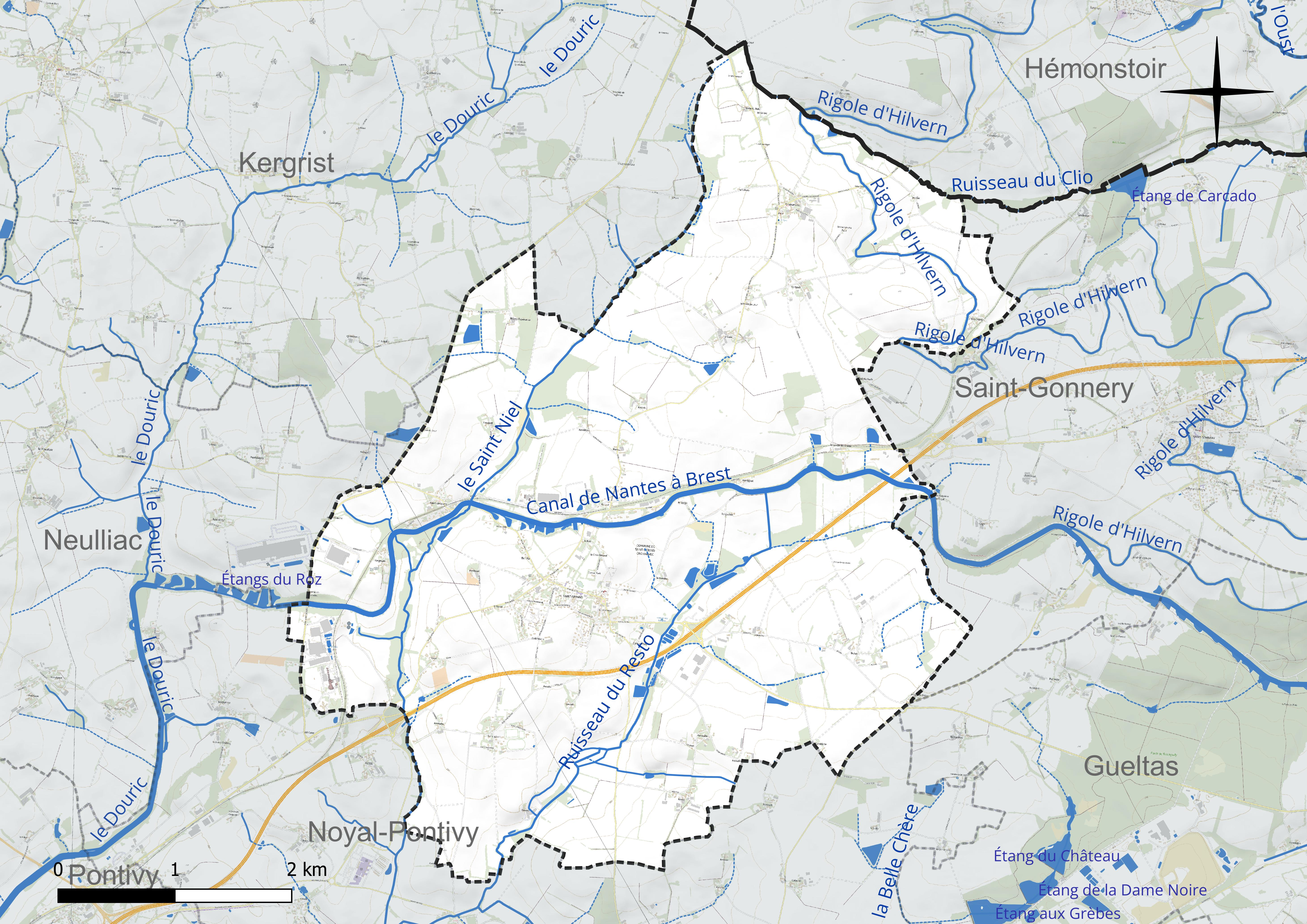
Réseau hydrographique de Saint-Gérand-Croixanvec.

### Climat
Le climat qui caractérise la commune est qualifié, en 2010, de « climat océanique franc », selon la typologie des climats de la France qui compte alors huit grands types de climats en métropole. En 2020, la commune ressort du type « climat océanique » dans la classification établie par Météo-France, qui ne compte désormais, en première approche, que cinq grands types de climats en métropole. Ce type de climat se traduit par des températures douces et une pluviométrie relativement abondante (en liaison avec les perturbations venant de l'Atlantique), répartie tout au long de l'année avec un léger maximum d'octobre à février.
Les paramètres climatiques qui ont permis d’établir la typologie de 2010 comportent six variables pour les températures et huit pour les précipitations, dont les valeurs correspondent à la normale 1971-2000. Les sept principales variables caractérisant la commune sont présentées dans l'encadré ci-après.
| Paramètres climatiques communaux sur la période 1971-2000 - Moyenne annuelle de température : 11,1 °C - Nombre de jours avec une température inférieure à −5 °C : 1,5 j - Nombre de jours avec une température supérieure à 30 °C : 2,1 j - Amplitude thermique annuelle : 11,9 °C - Cumuls annuels de précipitation : 899 mm - Nombre de jours de précipitation en janvier : 14,2 j - Nombre de jours de précipitation en juillet : 6,7 j |

Avec le changement climatique, ces variables ont évolué. Une étude réalisée en 2014 par la Direction générale de l'Énergie et du Climat complétée par des études régionales prévoit en effet que la température moyenne devrait croître et la pluviométrie moyenne baisser, avec toutefois de fortes variations régionales. Ces changements peuvent être constatés sur la station météorologique de Météo-France la plus proche, « Pontivy », sur la commune de Pontivy, mise en service en 1968 et qui se trouve à 8 km à vol d'oiseau, où la température moyenne annuelle est de 11,4 °C et la hauteur de précipitations de 968,4 mm pour la période 1981-2010. Sur la station météorologique historique la plus proche, « Saint-Brieuc », sur la commune de Trémuson, dans le département des Côtes-d'Armor, mise en service en 1985 et à 46 km, la température moyenne annuelle évolue de 11 °C pour la période 1971-2000, à 11,2 °C pour 1981-2010, puis à 11,4 °C pour 1991-2020.

## Urbanisme

### Typologie
Au 1er janvier 2024, Saint-Gérand-Croixanvec est catégorisée commune rurale à habitat dispersé, selon la nouvelle grille communale de densité à sept niveaux définie par l'Insee en 2022.
Elle est située hors unité urbaine. Par ailleurs la commune fait partie de l'aire d'attraction de Pontivy, dont elle est une commune de la couronne,. Cette aire, qui regroupe 16 communes, est catégorisée dans les aires de moins de 50 000 habitants,.

### Occupation des sols

#### Saint-Gérand
Le tableau ci-dessous présente l' occupation des sols de la commune en 2018, telle qu'elle ressort de la base de données européenne d’occupation biophysique des sols Corine Land Cover (CLC).
| Type d’occupation                                                                   | Pourcentage | Superficie (en hectares) |
| ----------------------------------------------------------------------------------- | ----------- | ------------------------ |
| Tissu urbain discontinu                                                             | 5,5 %       | 100                      |
| Zones industrielles ou commerciales et installations publiques                      | 0,05 %      | 1                        |
| Terres arables hors périmètres d'irrigation                                         | 69,5 %      | 1268                     |
| Prairies et autres surfaces toujours en herbe                                       | 7,3 %       | 151                      |
| Systèmes culturaux et parcellaires complexes                                        | 12,1 %      | 222                      |
| Surfaces essentiellement agricoles interrompues par des espaces naturels importants | 2,7 %       | 50                       |
| Forêts de feuillus                                                                  | 1,7 %       | 31                       |
| Plans d'eau                                                                         | 0,05 %      | 1                        |
| Source : Corine Land Cover                                                          |             |                          |

#### Croixanvec

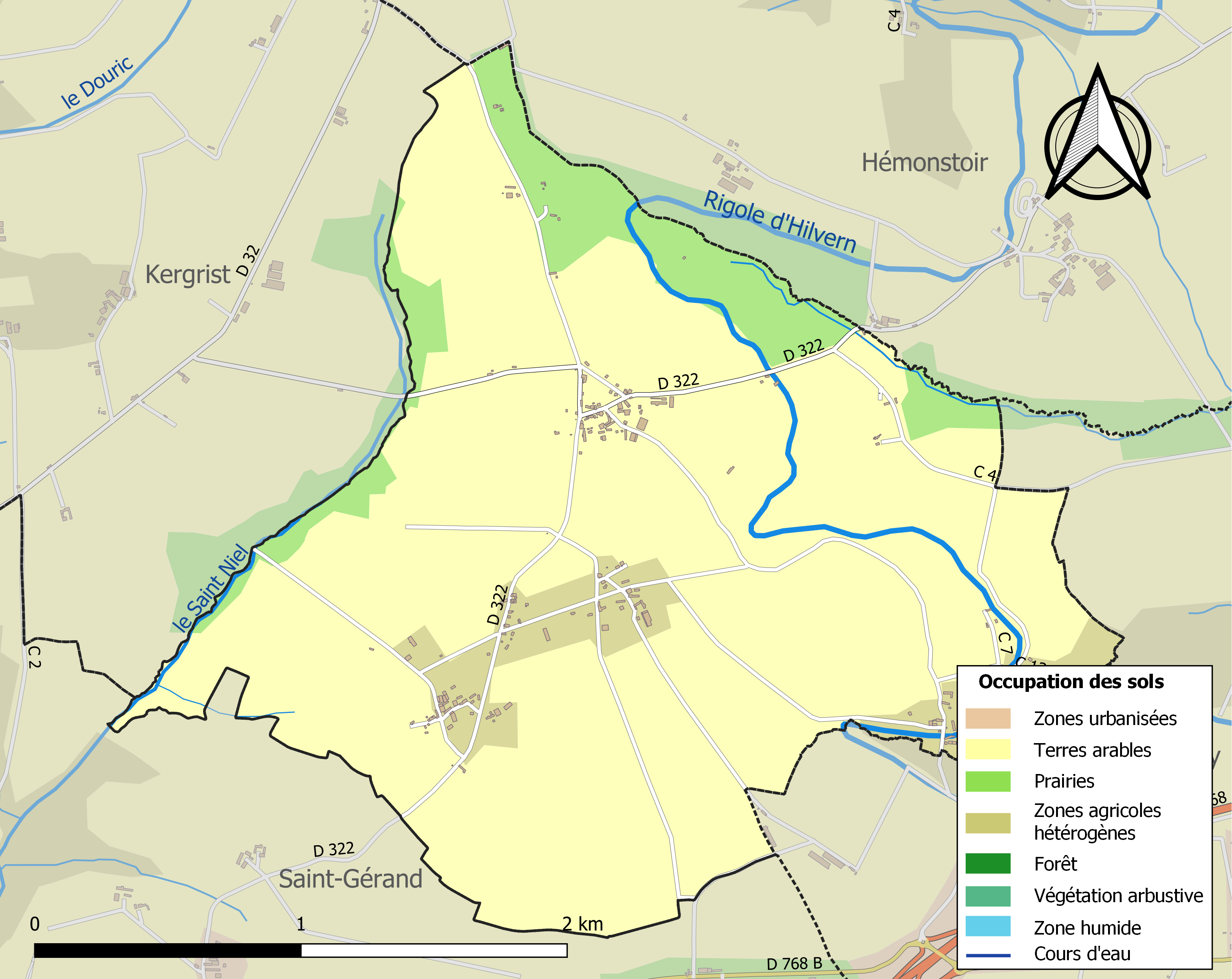
Carte des infrastructures et de l'occupation des sols de la commune de Croixanvec en 2018 (CLC).

L'occupation des sols de la commune, telle qu'elle ressort de la base de données européenne d’occupation biophysique des sols Corine Land Cover (CLC), est marquée par l'importance des territoires agricoles (92,7 % en 2018), en diminution par rapport à 1990 (95,3 %). La répartition détaillée en 2018 est la suivante : terres arables (82,6 %), prairies (9,5 %), zones agricoles hétérogènes (7,8 %).
L'IGN met par ailleurs à disposition un outil en ligne permettant de comparer l’évolution dans le temps de l’occupation des sols de la commune (ou de territoires à des échelles différentes). Plusieurs époques sont accessibles sous forme de cartes ou photos aériennes : la carte de Cassini (XVIIIe siècle), la carte d'état-major (1820-1866) et la période actuelle (1950 à aujourd'hui).

## Toponymie
Saint-Gérand, en breton Sant-Jelan, est attestée sous la forme francisée Saint Gelan en 1406
Croixanvec, en breton Kroeshañveg, est attestée sous les noms de Groshaneg ou Croshanec en 1113, Croshavec en 1387, Crocennec en 1448, Troezanec en 1464, Croessenec en 1536, puis Croessanvec.
- Kroaz signifie "croix" en breton. Hanveg se traduit par "lieu d'estive" ou "pâturage d'été".

Croixanvec doit son toponyme à une pâture d'été située au croisement de deux chemins.
- Pour Albert Dauzat, Croixanvec (Croshavec, 1387 ; Quoessanvec, 1422) est « composé de croix et du breton hanvec (racine hanv, été ; hanvec, nom d'homme ou “méridional” ».

## Histoire
Saint-Gérand a été créée en 1839 (en même temps que Gueltas, Kerfourn et Saint-Thuriau) à partir d'un territoire de la commune de Noyal-Pontivy.

## Politique et administration
| Nom                  | Code Insee | Intercommunalité      | Superficie (km2) | Population (dernière pop. légale) | Densité (hab./km2) |
| -------------------- | ---------- | --------------------- | ---------------- | --------------------------------- | ------------------ |
| Saint-Gérand (siège) | 56213      | CC Pontivy Communauté | 18,05            | 1 126 (2018)                      | 62                 |
| Croixanvec           | 56049      | CC Pontivy Communauté | 6,09             | 168 (2018)                        | 28                 |

### Liste des maires
| Période        | Période  | Identité              | Étiquette | Qualité                                     |
| -------------- | -------- | --------------------- | --------- | ------------------------------------------- |
| 7 janvier 2022 | En cours | Claude-Albert Le Bris |           | Maire de l'ancienne commune de Saint-Gérand |

## Population et société

### Démographie
L'évolution du nombre d'habitants est connue à travers les recensements de la population effectués dans la commune depuis sa création.

En 2022, la commune comptait 1 309 habitants.
| 2018  | 2019  | 2020  | 2021  | 2022  |
| ----- | ----- | ----- | ----- | ----- |
| 1 294 | 1 317 | 1 316 | 1 312 | 1 309 |

## Économie
L'entreprise Altho, PME spécialisée dans la fabrication de chips de pomme de terre, dont elle possède 27 % du marché français, est implantée dans la commune depuis 1995. En raison du succès commercial de ses productions, la construction d'une nouvelle usine est annoncée en 2023, en face du site historique, mais dans la commune voisine de Noyal-Pontivy.

## Culture locale et patrimoine
- Église Saint-Samson-et-Saint-Maurice.
- Croix de cimetière de Saint-Gérand.
- Église Saint-Gérand.
- Chapelle Saint-Drédeno : construite au XVIe siècle, de style gothique flamboyant et restaurée en 1704, elle porte le nom des deux frères Drédeno, deux jumeaux considérés comme des saints bretons (non reconnus officiellement par l'Église catholique), dont l'histoire a été oubliée. Le village de Saint-Dredeno a fait partie de la commune de Neulliac jusqu’en 1853.En Octobre 1972, Des voleurs ont emporté la statue de Notre-Dame-de-la-Délivrance, statue qui datait du XVIe siècle, en octobre 1972.
- Maurice Duault (v. 1115-1190), saint breton né au hameau de Kerbarh en Croixanvec.